# وینچنزو دلی الساندری
وینچنزو دلی الساندری (به ایتالیایی: Vincenzo degli Alessandri) (زاده ۱۵۳۰ ونیز و درگذشته پس از ۱۵۹۵ میلادی در ونیز) جهانگرد و دیپلمات ایتالیایی جمهوری ونیز بود. وی در هنگام پادشاهی شاه تهماسب یکم به ایران سفر کرد و گزارشی تحت عنوان گزارش ایران (به ایتالیایی: Reelazione di Persia) به سنای کشورش داد. وی ۴ سال پیش از مرگ شاه تهماسب (۱۵۷۲ میلادی) در قزوین پایتخت ایران بود و ترکی را که زبان سپاهیان قزلباش و دربار صفوی بود، به خوبی صحبت می‌کرد.
وینچنزو دلی الساندری در سال ۱۵۷۱ میلادی (۹۷۹ هجری قمری) برای ترغیب شاه تهماسب یکم به شرکت در اتحادیه نظامی اروپاییان علیه عثمانی به پایتخت ایران (قزوین) آمده بود.